# Пепел и алмаз
«Пепел и алмаз» (пол. Popiół i diament) — последний фильм военной трилогии («Поколение» — «Канал» — «Пепел и алмаз») польского режиссёра Анджея Вайды, снятый в 1958 году по мотивам повести Ежи Анджеевского. Действие фильма происходит в 1945 году, сразу после окончания Второй мировой войны. Его главный герой — бывший солдат Армии Крайовой (АК) Мацек Хелмицкий, который, работая в антикоммунистическом подполье, получает приказ ликвидировать Щуку, местного секретаря Польской рабочей партии. Со временем у Хелмицкого возникает все больше сомнений в правильности выбранного им пути.
Вайда, переведя литературный оригинал Анджеевского в кино, смягчил пропагандистский посыл романа. В фильме «Пепел и алмаз» вместо того, чтобы отдать предпочтение точке зрения коммунистических деятелей, основное внимание уделяется трагической судьбе партизан послевоенного подполья, выступавших за независимость. Фильм получил разрешение властей на прокат только благодаря заступничеству самого Анджеевского. Хотя он не был допущен к основному конкурсу Каннского кинофестиваля, но показывался вне конкурса  на Венецианском кинофестивале и был удостоен приза ФИПРЕССИ.
Фильм, встреченный с энтузиазмом как польскими, так и зарубежными критиками, получил неоднозначные интерпретации. Его критиковали как те, кто придерживался коммунистической идеологии, так и – годы спустя, консервативные публицисты. Последние обвиняли Анджея Вайду в фальсификации истории и сохранении – несмотря ни на что – пропагандистского характера литературного оригинала. Несмотря на свои исторические недостатки, фильм «Пепел и алмаз» остаётся одним из важнейших произведений польской киношколы. В этой картине в слиянии романтизма, символизма и экспрессионистского видения мира обобщённо представлено молодое поколение поляков всего послеоктябрьского периода. Исполнителя главной роли Збигнева Цибульского часто сравнивали с американским символом поколения бунтарей, актёром Джеймсом Дином.

## Сюжет
Освобождённая от немцев Польша, 8 мая 1945 года. Бывшие бойцы Армии Крайовой, боровшиеся против немецкой оккупации, а теперь «про́клятые солдаты» Мацек и его командир Анджей, знакомые ещё по Варшавскому восстанию, получают задание убить секретаря обкома ПРП Щуку. Им помогает Древновский. Они устраивают засаду у придорожной часовни и обстреливают подъехавшую машину. Однако по ошибке они убивают рабочих цементного завода. Заговорщики возвращаются в город и приходят в ресторан отеля, чтобы сообщить о ходе операции майору. В это время на место расстрела рабочих приезжает Щука. В присутствии свидетелей происшествия он клянется отомстить убийцам.
Затем действие фильма перемещается в отель «Монополь», расположенный в Островце-Свентокшиском. Мацек в баре отеля знакомится с барменшей Кристиной. Щука приезжает в «Монополь». Мацек видит его возле стойки портье и понимает, что им был убит другой человек. Находясь в квартире сочувствующей подполью семьи Станевич, Анджей получает четкий приказ от своего начальника (Ваги) убить Щуку. Щука, в свою очередь, безуспешно пытается узнать у пани Станевич о судьбе своего сына Марека — пани Станевич была родной сестрой покойной жены секретаря обкома. Тем временем в отеле начинается банкет по случаю освобождения Польши от немецкой оккупации и назначения мэра Свецкого министром здравоохранения. В баре Анджей подсаживается к Мацеку и передаёт ему приказ командования. Пока в соседней комнате исполняется песня «Красные маки на Монте-Кассино», мужчины вспоминают о своих павших на войне друзьях. Мацек зажигает в их честь бокалы, наполненные спиртом. Древновский, согласившийся сотрудничать с коммунистическими властями, напившись, беседует с журналистом Пененжеком о преимуществах и возможностях, связанных с новой реальностью.
Мацек назначает свидание Кристине в своём номере. Ночью, когда Мацек готовит оружие в своей комнате, девушка приходит к нему. Они занимаются любовью, разговаривают, а затем выходят гулять по ночному городу. Мацек хочет изменить свою жизнь и говорит об этом Кристине. Начинается дождь, они укрываются в разбомбленной церкви, где Кристина читает размещенный на стене фрагмент стихотворения Циприана Норвида, раскрывающий значение названия фильма. Кристина сломала каблук, Мацек ремонтирует его. На шум приходит ночной сторож, он обвиняет молодых людей в том, что у них нет ничего святого: в помещении, где Мацек ремонтирует туфлю Кристины, лежат тела убитых им рабочих. Случайно сняв с их тел простыню, Мацек кричит от неожиданности. Покинув храм, Мацек и Кристина расстаются. Мацек возвращается в отель и обсуждает с Анджеем смысл ликвидации Щуки. Он хочет отступить, но в конце концов решает выполнить приказ. В это время на банкете совершенно пьяный Древновский забирается на стол и обливает собравшихся пеной из огнетушителя, чем завершает свою политическую карьеру.

Смерть Мацека. Кадр из фильма

Щука узнаёт, что его сын (он боец группы АК под командованием капитана Волка) задержан и находится в здании Управления безопасности. Щука отправляется в штаб-квартиру УБ. Мацек следует за ним. На пустой улице бывший солдат Армии Крайовой стреляет в упор в секретаря. Смертельно раненый Щука падает на Мацека и обнимает его. В этот же момент небо озаряется салютом в честь окончания войны, а участники банкета танцуют полонез Шопена A-dur Op. 40 (при этом оркестр сильно фальшивит), затем звучит полонез Огинского «Прощание с Родиной». Вернувшись в отель, Мацек встречает Кристину. Она хочет оставить его, но он также решает расстаться с ней. Он должен бежать прежде, чем начнутся поиски убийцы Щуки, он приносит в жертву свою любовь.
Утром Мацек покидает отель. По пути к поезду он замечает Анджея, который отделывается от Древновского. Последний узнает Мацека и громко окликает его, но тот больше не хочет иметь с предателем ничего общего. Убегая от Древновского, он не останавливается по требованию уличного патруля Войска Польского. Солдаты, убежденные, что он вооружен, стреляют в него из автоматов. Смертельно раненый Мацек уходит от преследователей и умирает на городской свалке.

## Название фильма
Название фильма (и романа Ежи Анджеевского) взято из стихотворения польского поэта Циприана Норвида:
Когда сгоришь, что станется с тобою:

Уйдешь ли дымом в небо голубое,

Золой ли станешь мертвой на ветру?

Что своего оставишь ты в миру?

Чем вспомнить нам тебя в юдоли ранней,

Зачем ты в мир пришел?

Что пепел скрыл от нас?

А вдруг из пепла нам блеснет алмаз,

Блеснет со дна своею чистой гранью…

(Пер. Г. Андреевой)

## Съёмочная группа
- Режиссёр: Анджей Вайда
- Сценарий: Ежи Анджеевский, Анджей Вайда
- Продюсер: Анджей Вайда
- Оператор: Ежи Вуйчик
- Художник: Роман Манн
- Композиторы: Филип Новак, Ян Кренц
- Монтаж: Халина Наврок

## В ролях
- Збигнев Цибульский — Мацек (дублирует Феликс Яворский)
- Эва Кшижевская — Кристина (дублирует Юлия Цоглин)
- Адам Павликовский — Анджей (дублирует Артём Карапетян)
- Богумил Кобела — Древновский (дублирует Валентин Грачёв)
- Вацлав Застшежинский — Щука (дублирует Сергей Курилов)
- Адольф Хроницкий — Подгурский, ассистент Щуки
- Ян Цецерский — портье (дублирует Борис Баташев)
- Станислав Мильский — Пенёнжек (дублирует Андрей Тарасов)
- Збигнев Сковроньский — Сломка, владелец ресторана (дублирует Иван Рыжов)
- Юзеф Перацкий — Пуцятыцкий
- Игнацы Маховский — майор Флориан (Вага) (дублирует Виктор Рождественский)
- Халина Квятковская — жена Станевича
- Артур Млодницкий — Котович (дублирует Алексей Консовский)
- Александер Севрук — Свецкий (дублирует Яков Беленький)
- Виктор Гротович — Францишек Павлицкий (дублирует Вадим Захарченко)
- Фердинанд Матысик — Сташек Гавлик
- Барбара Краффтувна — Стефка, невеста Сташека
- Зофья Червиньская — буфетчица Лили
- Тадеуш Калиновский — Вейхерт
- Ежи Адамчик — майор Врона
- Гражина Станишевская — Ханка Левицкая

Фильм дублирован на киностудии имени Горького в 1965 году.
- Режиссёр дубляжа — Мария Сауц
- Звукооператор — Сергей Юрцев

## Музыка в фильме
- Ф. Шопен, полонез ля мажор, Op. 40.
- М. Огинский, полонез «Прощание с Родиной».
- «Красные маки на Монте-Кассино», песня Альфреда Шютца на слова Феликса Конарского.
- «Тёмная ночь», песня Н. Богословского (исполняется без слов).
- «Южно-Уральская», песня В. Соловьева-Седого на слова А. Фатьянова[9].

## Литературная основа и сценарий фильма
Роман Ежи Анджеевского «Пепел и алмаз» (пол. Popiół i diament), автор литературного прототипа был опубликован в 1948 году. Сценарий фильма представляет собой вольную адаптацию литературного первоисточника. Роман Анджеевского был обязателен для изучения в школе в социалистической Польше и благосклонно воспринимался властями ПНР.
Изначально предполагалось, что экранизировать роман будут Эрвин Аксер и Антоний Богдзевич. Анджей Вайда узнал об этом от Тадеуша Янчара в 1957 году. Роман Анджеевского порекомендовал Вайде его второй режиссер Януш Моргенштерн, который решил, что это хороший материал для фильма. 15 ноября 1957 года Вайда отправил Анджеевскому письмо, в котором предложил создать по роману фильм. Он исключил две основные темы литературного оригинала: историю Антония Косецкого и организованное подполье, состоящее из мальчиков-подростков. На первый план вышел мотив противостояния Мацека и Щуки. В ноябре 1957 года Вайда лично встретился с Анджеевским, и большую часть декабря они посвятили усиленной работе над сценарием. Создатели решили опустить побочные сюжетные линии и сократить время действия до суток, чтобы сохранить классический принцип единства времени. Работа над сценарием была окончательно завершена в январе 1958 года, о чем свидетельствует тот факт, что 17 января он рассматривался на комиссии по оценке сценариев. Председатель комиссии Тадеуш Карповский в конце концов согласился начать работу над фильмом, однако высказал «сомнения [...] драматургического и [...] идеологического характера относительно разработки сценария».

## Работа над фильмом

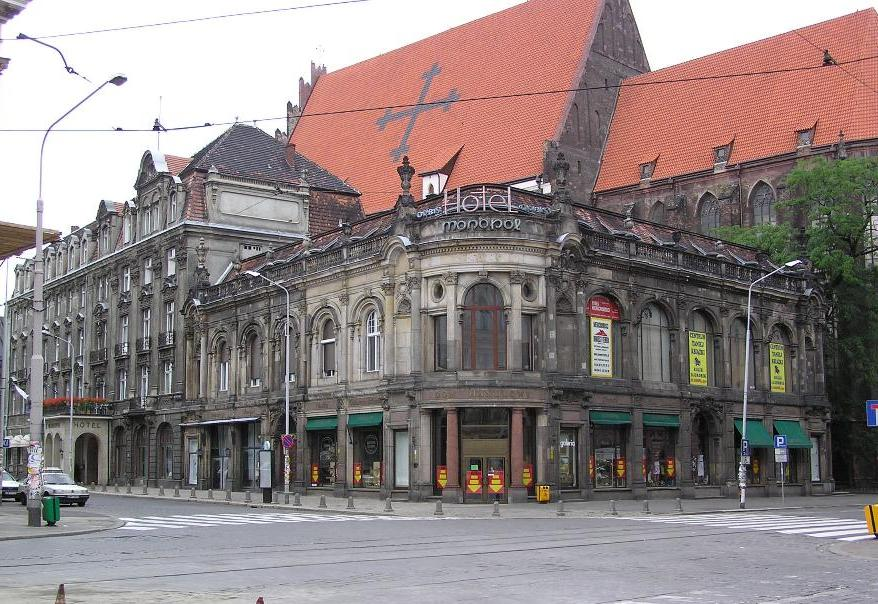
Вроцлавский отель «Монополь», в интерьерах которого сняты многие эпизоды фильма

После утверждения сценария режиссер приступил к подготовке съемок на киностудии «Кадр». Первоначально предполагалось, что съёмки пройдут в Лодзи, однако в конечном итоге было решено вымышленный Островец снять на Студии художественных фильмов № 2 во Вроцлаве. Это было связано как с экономией средств, так и с необходимостью беспрепятственно работать над спорным проектом. 3 февраля 1958 года исполняющий обязанности директора по кинематографии Ежи Левиньский открыл производство фильма. В это время было ликвидировано Центральное управление кинематографии, вместо него в 1957 году было создано Высшее управление кинематографии. Поскольку до весны 1958 года управление не имело председателя, Левиньский, будучи почти свободным в своих действиях, решил начать производство фильма, избегая контроля со стороны коммунистической партии. Съёмки проходили также в Тшебнице.
Сначала были сняты сцены в интерьерах, построенных на студии, а затем — сцены на открытом воздухе. Основным местом действия стала гостиница «Монополь» — символический элемент — заведение после бурных военных лет ещё хранит свою былую элегантность, но на самом деле оно уже пришло в упадок. Съемки также проходили в церкви Святой Варвары, доходном доме на улице Францишканьской и в часовне возле Тшебницы.
С подбором актерского состава режиссёру помог Моргенштерн. Именно по его настоянию Вайда выбрал на роль Мацека Збигнева Цибульского, хотя изначально планировалось пригласить Тадеуша Янчара. Вопреки намерениям художника по костюмам Катажины Ходорович и историческим реалиям, главный актер решил играть в своей одежде: куртке, джинсах и туристических ботинках (пионерках), с брезентовой сумкой через плечо. Цибульский, из-за слабого зрения, сделал еще один смелый выбор: несмотря на протесты Вайды, он играл в черных очках. Вацлав Застшежинский получил роль Щуки, а Кристину, несмотря на первоначальные сомнения режиссера, сыграла Ева Кшижевска. Роль Анджея доверили Адаму Павликовскому, а Древновского — Богумилу Кобеле.
Съемки фильма «Пепел и алмаз» формально начались 4 марта 1958 года (первый день на самом деле был 6 марта) и завершились 7 июня, всего было 60 съемочных дней. Они велись в двух залах вроцлавской студии: большом и малом. Натурные съёмки доставили немало забот съёмочной группе из-за неблагоприятных погодных условий. Формат кадра, который выбрали создатели, был новаторским — он имел соотношение сторон 1:1,85, которое ранее никогда не использовалось в польском кино. Среди ключевых сцен «Пепла и алмаз» — сцена, в которой Мацек поджигает в баре спирт в стаканах; вслед за Вайдой идею этого эпизода приписывается Янушу Моргенштерну.

## Восприятие
Самой большой проблемой Вайды было убедить власти показать «Пепел и алмаз». В тексте программки, составленной к премьере фильма, режиссёр раскрывал свой замысел. На исходе последнего дня войны, перед первым мирным утром, Мацек, несмотря на свою молодость, несущий тяжкий груз оккупационного прошлого, понимает, что он устал. Он устал совершать подвиги, он желает сбросить этот тяжкий груз, он стоит перед тем выбором, который рано или поздно приходится делать каждому солдату. Он хочет начать новую жизнь, однако, повинуясь приказу, он снова убивает:
«Он предпочитает убить человека, даже вопреки себе, лишь бы не отдать оружие, он поступает как представитель того поколения, которое рассчитывает только на себя и на хорошо упрятанный пистолет, надёжный, не дающий осечки…»
Вайда признаётся в любви к «этим неуступчивым мальчикам», он хорошо знает их, он желает открыть их «запутанный и трудный мир», он сам из этого поколения. Эта откровенность, по воспоминаниям режиссёра, слова любви в адрес тех, кто боролся с существующим режимом, напугали чиновницу, которая отвечала за выпуск фильма на экраны Польши. Она сказала Вайде, что текст не пропустит цензура. Тем не менее, программка была напечатана, а фильм вышел в прокат.
Партийные интеллектуалы были недовольны тем, что Мацек Хелмицкий стал главным героем фильма. Он не потерял своего романтического ореола, даже убив партийного функционера. Вмешался сам Анджеевский и при поддержке своих литературных коллег убедил активистов ПОРП в правильном идеологическом посыле фильма. Без поддержки автора романа произведение Вайды никогда бы не увидели зрители. Официальная церемония состоялась 7 июля 1958 года, после чего «Пепел и алмаз» был допущен к прокату в кинотеатрах. Несмотря на протесты Александра Форда (из-за запрета его книги «Восьмой день недели»), требовавшего от властей запретить прокат фильма, его официальная премьера состоялась 3 октября 1958 года. Лица, принимающие решение, после некоторых колебаний сочли, что фильм показывает бессмысленность борьбы польского подполья за независимость. Тем не менее, из-за все еще существовавших идеологических сомнений, «Пепел и алмаз» не допустили на основной конкурс Каннского кинофестиваля. Затем, благодаря согласию начальства, Левиньский отправил работу Вайды на Венецианский международный кинофестиваль. Показанная вне конкурса, картина была замечена и получила награду Международной федерации кинокритиков (ФИПРЕССИ).
К показу в СССР фильм был допущен только в 1965 году.

## Художественные особенности

Мацек и Кристина. Кадр из фильма

Фильм не лишен характерной для Вайды барочной экспрессии. В нём — начиная с самых первых кадров — активно используется христианская символика. Противостояние Польши уходящей и Польши послевоенной под звуки полонеза Огинского представлено как экзистенциальная драма, а финал картины придаёт ей величие исторической трагедии. На визуальные решения оказали влияние «Асфальтовые джунгли» и другие фильмы нуар.
Именно в фильме «Пепел и алмаз» сыграл лучшую свою роль Збигнев Цибульский. При исполнении этой роли он ориентировался на Джеймса Дина в «Бунтаре без причины».

## Награды и номинации
- 1959 — приз еженедельника «Фильм» за лучший польский фильм 1958 года.
- 1959 — приз ФИПРЕССИ (Международной федерации кинопрессы) на Международном кинофестивале в Венеции.
- 1960 — две номинации на премию BAFTA: лучший фильм, лучший иностранный актёр (Збигнев Цибульский).

## Продолжение
Тематическим продолжением «Пепла и алмаза» должен был стать снятый Вайдой 35 лет спустя фильм «Кольцо с орлом в короне». В этот фильм режиссёр включил автоцитату из «Пепла и алмаза» — знаменитую сцену, когда Мацек поджигает водку в рюмках в память о погибших друзьях. На съёмках «Пепла и алмаза» в рюмках на самом деле был бензин, потому что он дает более яркое пламя, чем спирт.